# Mamet de Cesarea
Mamet de Cesarea o Mamès o Mamas, del grec Μάμας, Μάμαντος (Cesarea de Capadòcia, 259 - 275), és un personatge semillegendari, màrtir al segle iii, a Cesarea de Capadòcia. És venerat com a sant per diverses confessions cristianes.

## Hagiografia
La seva vida està envoltada en la llegenda. Els seus pares, Teòdot i Rufina, van ser empresonats per ser cristians. Mentre eren a la presó, va néixer el nen, Mamet, que quedà orfe quan els seus pares van ésser executats i va ésser cirat per una vídua rica, Àmmia, que va morir quan Mamet tenia quinze anys. Empresonat com a cristià, fou detingut i torturat pel governador de Cesarea, que l'envià a l'emperador Luci Domici Aurelià, que el torturà novament. Segons la tradició, un àngel l'alliberà i li digué que es refugiés a una muntanya propera a Cesarea.
Mamet fou llençat als lleons, però les bèsties no el van voler atacar: Mamet va predicar als animals i un dels lleons va quedar-se amb ell, com a company. Amb el lleó, va visitar el duc Alexandre, que el condemnà a mort. Li van travessar la panxa amb un trident; ferit, Mamet va enterrar-se el mateix en un sot proper, on va morir cap al 275.
A Xipre es deia que Mamet havia estat un pobre eremita que vivia en una cova prop de Morfu. Molt pobre, va fugir per no pagar uns impostos als romans; els soldats el van prendre, però de camí a la ciutat, van creuar-se amb un lleó que atacava un xai: Mamès es deslliurà dels soldats i salvà el xai, muntant a la gropa del lleó i cavalcant-lo fins a la ciutat. Això va fer que fos perdonat de pagar l'impost. A Morfou s'aixecà una església dedicada a Mamet.

## Veneració
El seu culte es desenvolupa a Cesarea de Capadòcia, i la veneració s'estengué, arribant a ésser molt gran al Líban, Grècia i Xipre. Les restes van ésser traslladades a Langres al segle viii, estenent-se'n llavors el culte a Europa. La catedral de Saint-Mammès de Langres li és dedicada.
El culte es difongué a la península Ibèrica des de França, sobretot arran de les peregrinacions del Camí de Sant Jaume (diversos pobles de la província de Burgos el tenen com a patró). A Bilbao hi havia un convent de San Mamés, a la capella del qual hi ha encara una relíquia atribuïda al sant, un os del crani. Als terrenys del convent s'aixeca l'estadi del club de futbol Athletic Club de Bilbao, anomenat Estadi de San Mamés; els jugadors del club són popularment anomenats lleons.
A l'església de Santa María Magdalena a Saragossa es deia que hi havia el crani del sant.
A Catalunya la semblança del seu nom amb el verb «mamar» va fer que s'associés el sant a aquesta acció. Així, es desenvolupà la tradició que d'adolescent va restar en plena natura sense cap aliment i les femelles de bèsties salvatges l'havien mantingut amb la llet dels seus pits. Joan Amades diu que era invocat per les mares que alletaven per tal de tenir més llet, dient "“Sant Mamet, feu-me tenir força llet”.

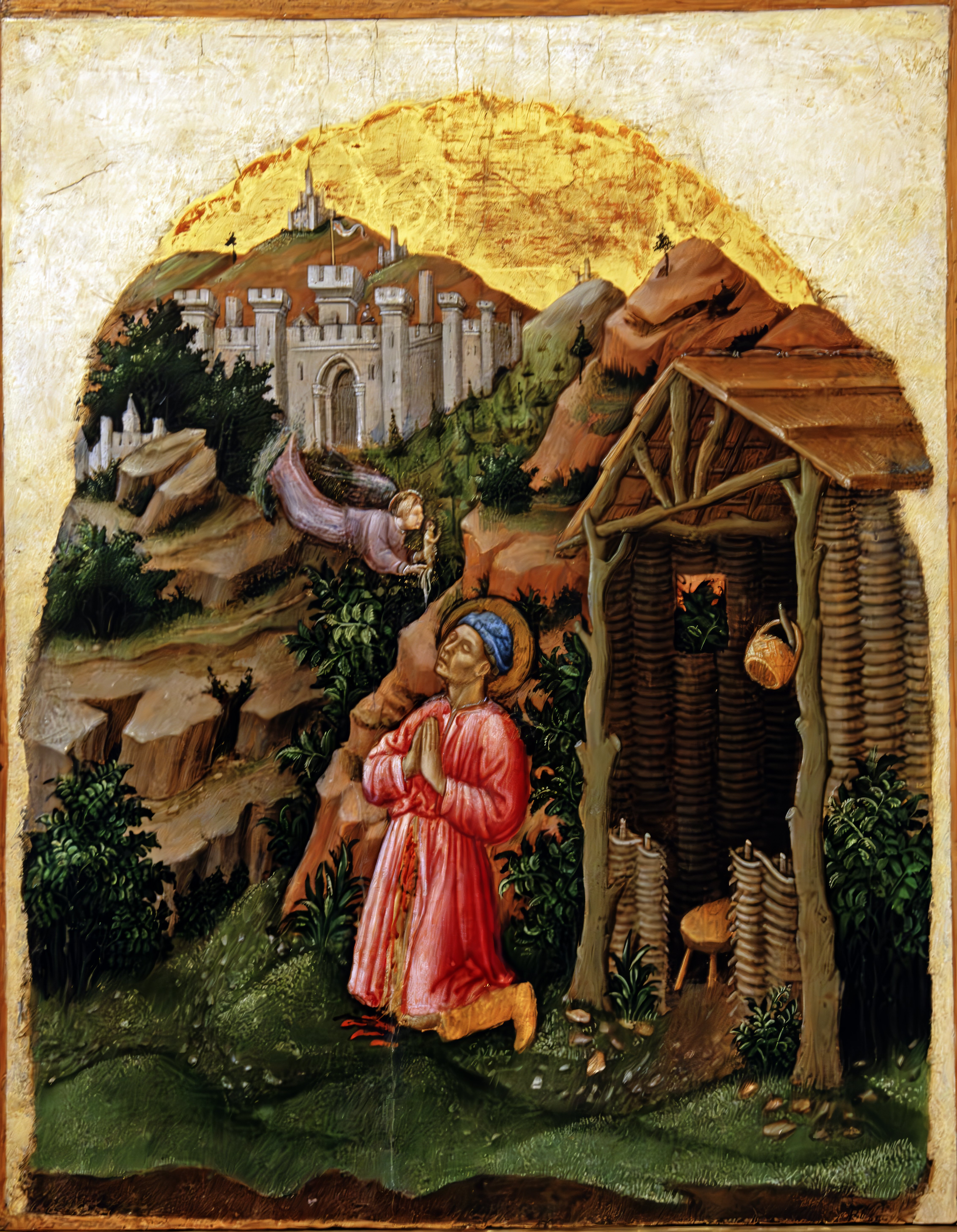
Mamet de Cesarea Museu Correr
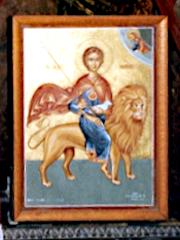
Icona amb Sant Mamet a l'església de Morfou
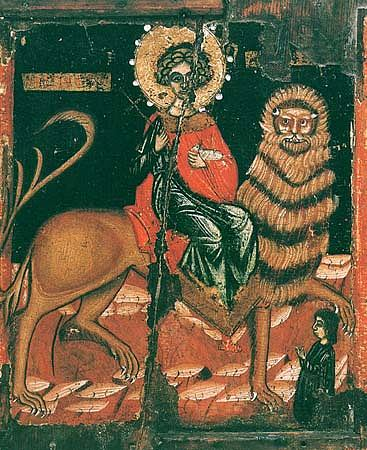
Icona russa del s. XVIII
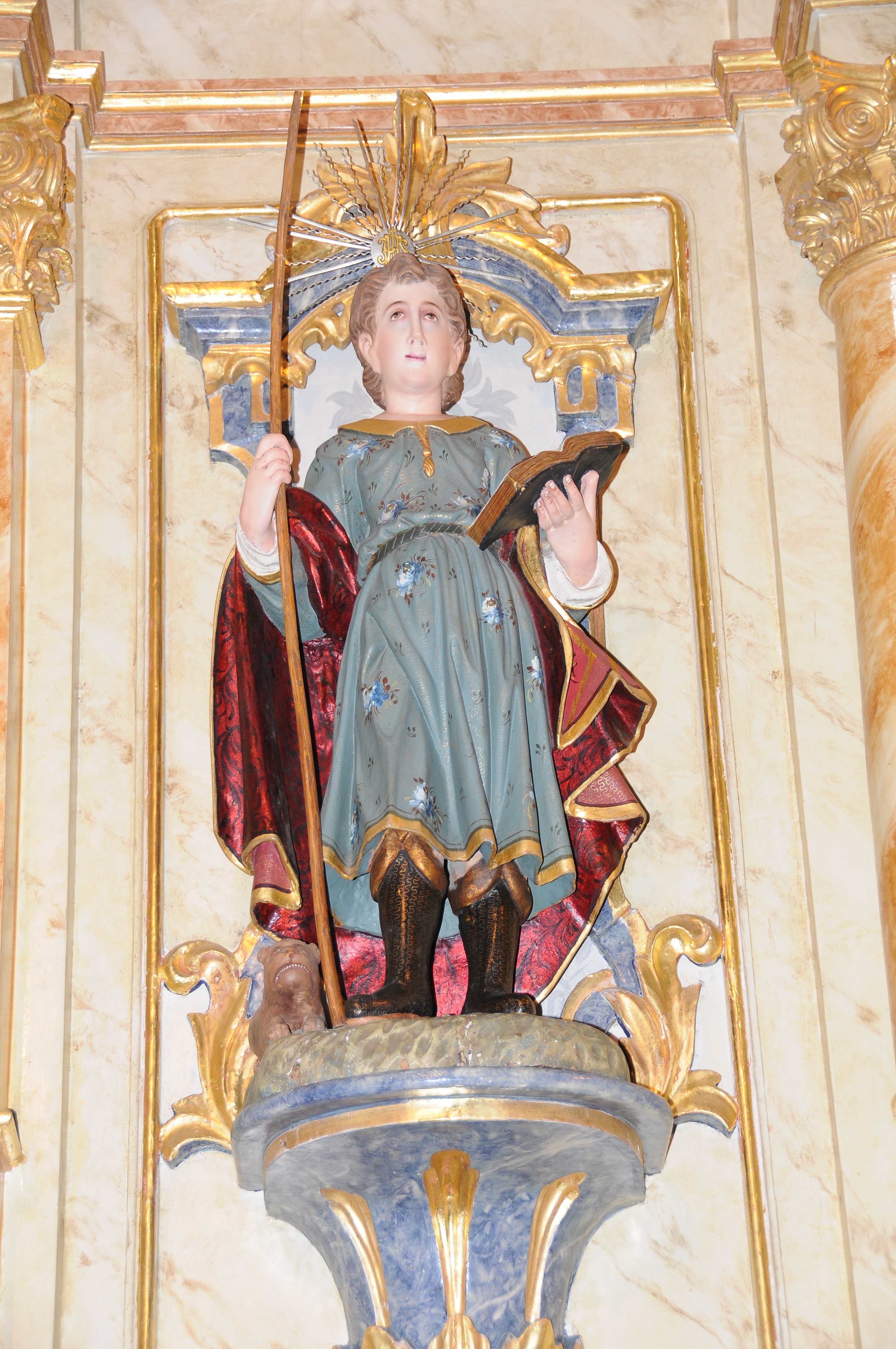
Talla a S. Mamede d'Este (Braga)
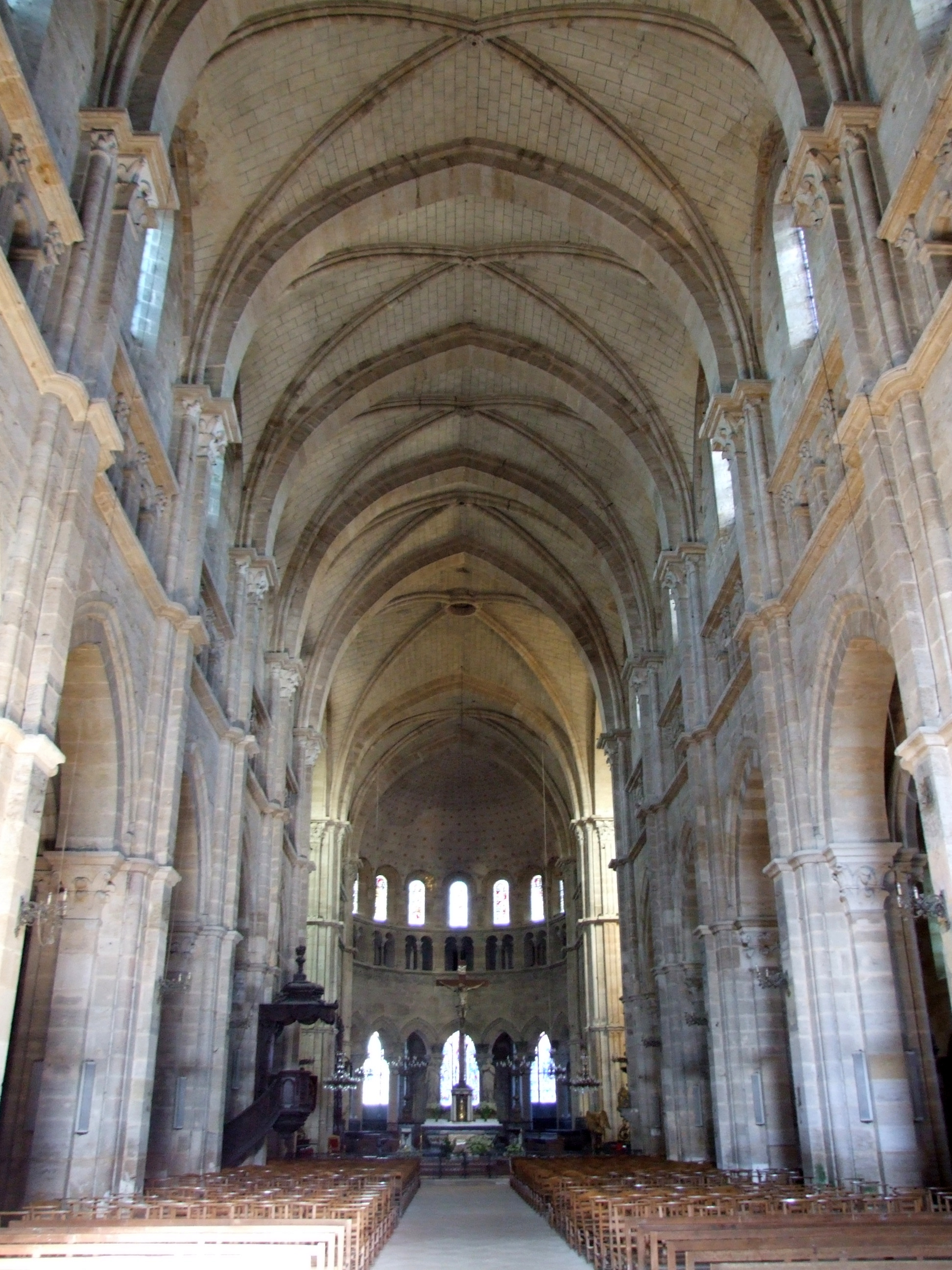
Catedral Saint-Mammès de Langres